# James Rudolph Garfield
James Rudolph Garfield (Hiram (Ohio), 17 oktober 1865 – Cleveland (Ohio), 24 maart 1950) was een Amerikaans politicus. Hij was de 23e minister van Binnenlandse Zaken onder president Theodore Roosevelt.

## Levensloop
Garfield was een zoon van de latere president James Garfield. Hij was er getuige van dat zijn vader in juli 1881 werd neergeschoten op een treinstation in Washington D.C. en twee maanden later overleed. Na de dood van zijn vader ging hij studeren aan Williams College. Nadat hij daar was afgestudeerd, ging hij rechten studeren aan de Columbia Law School. In 1888 werd hij toegelaten tot de balie in Ohio en begon in 1890 samen met zijn broer in zijn geboorteplaats een advocatenkantoor.
De presidentszoon diende van 1896 tot 1899 in de staatssenaat van Ohio. Hij was een belangrijke adviseur van president Roosevelt en had zitting in een aantal adviescommissies. Van 1907 tot 1909 was hij minister van Binnenlandse Zaken in Roosevelts regering. Hij zette zich sterk in voor natuurbescherming. Na maart 1909 keerde hij terug naar zijn advocatenpraktijk. In 1910 deed hij een mislukte gooi naar het gouverneurschap van Ohio, maar werd niet genomineerd door zijn eigen Republikeinse Partij. In 1912 steunde hij Roosevelt bij zijn poging om voor een derde keer gekozen te worden als president. In 1914 was hij namens de Progressieve Partij de kandidaat voor het gouverneurschap van Ohio, maar werd wederom niet gekozen.
Na het uitbreken van de Eerste Wereldoorlog was Garfield een van de achttien officieren die op initiatief van Roosevelt vrijwilligers wierven voor een infanteriedivisie die in Frankrijk zouden gaan vechten. Het Congres had Roosevelt daar toestemming voor gegeven, maar president Woodrow Wilson bedankte uiteindelijk voor het aanbod.

## Persoonlijk
Garfield was van 1890 tot haar dood in 1930 getrouwd met Helen Newell. Hijzelf overleed in 1950 en was de laatste overlevende van het kabinet van Roosevelt.
- International Standard Name Identifier: 0000 0000 2876 6682
- Library of Congress Control Number: n88679726
- National Archives and Records Administration: 10570734
- Nationale Bibliotheek van Israël: 987007357223205171
- SNAC: w63b5xdn
- Virtual International Authority File: 36040444
- WorldCat: E39PBJghj3jgRh9Q6m9yBXWJjC